# Mesochorus insularis
Mesochorus insularis är en stekelart som beskrevs av Schwenke 1999. Mesochorus insularis ingår i släktet Mesochorus och familjen brokparasitsteklar. Inga underarter finns listade i Catalogue of Life.